# Unione Sportiva Dilettantistica San Zaccaria 2016-2017
Questa voce raccoglie le informazioni riguardanti l'Unione Sportiva Dilettantistica San Zaccaria nelle competizioni ufficiali della stagione 2016-2017.

## Stagione
Il 9 gennaio 2017 la società ha sollevato dall'incarico alla guida della squadra Gianluca Nardozza, affidando gli allenamenti al direttore sportivo Fausto Lorenzini.
Nella stagione 2016-2017 il San Zaccaria ha disputato il campionato di Serie A, massima serie del campionato italiano femminile di calcio, concludendo all'ottavo posto con 21 punti conquistati in 22 giornate, frutto di 6 vittorie, 3 pareggi e 13 sconfitte, accedendo allo spareggio salvezza contro il Como 2000. Nello spareggio, disputatosi a Ravenna, ha vinto per 3-0, mantenendo così la categoria. Nella Coppa Italia è sceso in campo sin dal primo turno: dopo aver sconfitto la Reggiana e il Grifo Perugia, è stato eliminato al terzo turno dall'Unterland dopo i tiri di rigore.

## Organigramma societario
Area tecnica
- Allenatore: Gianluca Nardozza (fino al 9 gennaio 2017), poi Fausto Lorenzini
- Aiuto allenatore: Claudia Mariani
- Preparatore portieri: Gianni Lanucara
- Preparatore atletico: Massimo Magrini

Area sanitaria
- Fisioterapista: Walter Celli

## Rosa
| N. |                        | Ruolo | Calciatrice        |
| -- | ---------------------- | ----- | ------------------ |
| 1  | Italia (bandiera)      | P     | Amanda Tampieri    |
| 2  | Irlanda (bandiera)     | D     | Shauna Peare       |
| 3  | Messico (bandiera)     | D     | Mariana Díaz       |
| 5  | Italia (bandiera)      | C     | Lara Barbieri (c)  |
| 7  | Italia (bandiera)      | A     | Giulia Baldini     |
| 8  | Italia (bandiera)      | C     | Sara Pastore       |
| 9  | Italia (bandiera)      | A     | Simona Cimatti     |
| 10 | Italia (bandiera)      | C     | Azzurra Principi   |
| 11 | Italia (bandiera)      | C     | Carlotta Moscia    |
| 14 | Italia (bandiera)      | A     | Fabiana Colasuonno |
| 16 | Italia (bandiera)      | C     | Linda Casadio      |
| 17 | Italia (bandiera)      | C     | Giorgia Filippi    |
| 18 | Italia (bandiera)      | A     | Alessia Longato    |
| 19 | Stati Uniti (bandiera) | P     | Emily Dolan        |

| N. |                   | Ruolo | Calciatrice           |
| -- | ----------------- | ----- | --------------------- |
| 20 | Italia (bandiera) | C     | Giada Pondini         |
| 21 | Italia (bandiera) | D     | Alessia Venturini     |
| 23 | Italia (bandiera) | D     | Sara Quadrelli        |
| 24 | Italia (bandiera) | P     | Francesca Montanari   |
| 27 | Italia (bandiera) | D     | Linda Tucceri Cimini  |
| 92 | Italia (bandiera) | A     | Francesca Barbaresi   |
| 93 | Italia (bandiera) | A     | Samantha Zandomenichi |
| 97 | Italia (bandiera) | A     | Costanza Razzolini    |
| 99 | Italia (bandiera) | D     | Erika Santoro         |
|    | Italia (bandiera) | P     | Francesca Cicci       |
|    | Italia (bandiera) | C     | Giada Burbassi        |
|    | Italia (bandiera) | C     | Linda Giovagnoli      |
|    | Italia (bandiera) | C     | Asia Muratori         |

## Calciomercato
| Acquisti | Acquisti              | Acquisti           | Acquisti   |
| R.       | Nome                  | da                 | Modalità   |
| -------- | --------------------- | ------------------ | ---------- |
| P        | Emily Dolan           |                    | definitivo |
| D        | Mariana Díaz          | Houston Aces       | definitivo |
| D        | Shauna Peare          | Houston Aces       | definitivo |
| C        | Giorgia Filippi       | Imolese            | definitivo |
| C        | Carlotta Moscia       | Cuneo              | definitivo |
| C        | Sara Pastore          | Riviera di Romagna | definitivo |
| A        | Fabiana Colasuonno    | Riviera di Romagna | definitivo |
| A        | Costanza Razzolini    | Fiorentina         | definitivo |
| A        | Samantha Zandomenichi | Vittorio Veneto    | definitivo |

| Cessioni | Cessioni              | Cessioni    | Cessioni   |
| R.       | Nome                  | a           | Modalità   |
| -------- | --------------------- | ----------- | ---------- |
| D        | Giulia Montalti       | San Marino  | prestito   |
| C        | Lara Barbieri         | Sassuolo    | definitivo |
| C        | Samantha Zandomenichi | Udinese     | definitivo |
| A        | Alessia Longato       |             | svincolata |
| A        | Martina Piemonte      | AGSM Verona | definitivo |

## Risultati

### Serie A

#### Girone di andata
| Arbitro: | Matteo Mori (La Spezia) |

|                        |           |  |
| Sodini 31’, 12’ (rig.) | Marcatori |  |

| Arbitro: | Samuele Andreano (Prato) |

|                   |           |                                         |
| Principi 19’, 87’ | Marcatori | 4’ Gama 44’, 64’ Bonansea 90+3’ Girelli |

| Arbitro: | Anna Scapolo (Padova) |

|                                          |           |                  |
| Brumana 1’ Clelland 51’, 66’ Tuttino 62’ | Marcatori | 73’, 90’ Longato |

| Arbitro: | Silvia Gasperotti (Rovereto) |

|                                         |           |                                          |
| Longato 9’ (rig.) Colasuonno 59’ (rig.) | Marcatori | 4’ Caruso 22’ Coluccini 32’ (rig.) Nagni |

| Arbitro: | Carlo Rinaldi (Bassano del Grappa) |

|  |           |             |
|  | Marcatori | 40’ Baldini |

| Arbitro: | Ruben Celani (Viterbo) |

|                                            |           |            |
| Longato 6’ (rig.) Colasuonno 34’, 36’, 65’ | Marcatori | 35’ Catena |

| Arbitro: | Matteo Frosi (Treviglio) |

|                                          |           |                            |
| Gabbiadini 4’ Piemonte 28’ Giugliano 44’ | Marcatori | 31’ Baldini 47’ Colasuonno |

| Arbitro: | Bogdan Sfira (Pordenone) |

|               |           |                                                                   |
| Colasuonno 2’ | Marcatori | 60’ Parisi 63’ Mauro 70’ Bonetti 77’ Linari 88’ Salvatori Rinaldi |

| Arbitro: | Davide Simonini (Gallarate) |

|                                            |           |                                                |
| Moretti 19’ Pinna 23’, 52’ Díaz 59’ (aut.) | Marcatori | 7’ (rig.) Colasuonno 47’ Filippi 90+4’ Baldini |

| Arbitro: | Leonardo Funari (Roma) |

|                                                         |           |  |
| Filippi 25’ Baldini 31’, 67’ Principi 48’ Razzolini 58’ | Marcatori |  |

| Arbitro: | Giuseppe Mansueto (Verona) |

|                                  |           |              |
| Motta 4’ Stracchi 27’ Pirone 65’ | Marcatori | 25’ Principi |

#### Girone di ritorno
| Arbitro: | Deborah Bianchi (Prato) |

|                                                        |           |                                             |
| Baldini 81’ Tucceri Cimini 87’ Colasuonno 90+4’ (rig.) | Marcatori | 32’ (rig.) Sodini 41’ Iannella 65’ Nietante |

| Arbitro: | Andrè Scialla (Vicenza) |

|                                                                        |           |                                  |
| Sabatino 46’ Cernoia 52’ Bonansea 57’ Mele 72’ Girelli 77’ Fuselli 80’ | Marcatori | 66’ Venturini 83’ (rig.) Baldini |

| Arbitro: | Julio Milan Silvera (Valdarno) |

|                                     |           |                        |
| Baldini 54’ Colasuonno 90+1’ (rig.) | Marcatori | 55’ Brumana 68’ Paroni |

| Roma 18 febbraio 2017, ore 14:30 CET 15ª giornata | Res Roma                        | 0 – 0 referto | San Zaccaria | Centro Sp. "Raimondo Vianello"\| Arbitro: \| Gianluca Grasso (Ariano Irpino) \| |
| Arbitro:                                          | Gianluca Grasso (Ariano Irpino) |               |              |                                                                                 |

| Arbitro: | Davide Faraon (Conegliano) |

|                                             |           |             |
| Cimatti 26’ (rig.), 81’ (rig.) Principi 54’ | Marcatori | 70’ Coppola |

| Arbitro: | Andrea Pasqualetto (Aprilia) |

|                |           |                            |
| Zambonelli 89’ | Marcatori | 56’ Venturini 63’ Principi |

| Arbitro: | Filippo Ridolfi (Pesaro) |

|  |           |                                                                           |
|  | Marcatori | 4’ Giugliano 37’ Gabbiadini 41’ (rig.) Di Criscio 73’ Osetta 67’ Piemonte |

| Arbitro: | Mattia Ubaldi (Roma) |

|                                                                 |           |             |
| Guagni 11’ Mauro 25’ Caccamo 37’, 58’ Bonetti 66’ Carissimi 74’ | Marcatori | 15’ Baldini |

| Arbitro: | Luca De Angeli (Milano) |

|                                                                                       |           |                  |
| Mazzucchetti 32’ (aut.) Díaz 36’ Principi 42’ (rig.) Razzolini 53’ Tucceri Cimini 78’ | Marcatori | 59’ (rig.) Pinna |

| Arbitro: | Andrea Maria Masciale (Molfetta) |

|                 |           |               |
| Tona 79’, 90+1’ | Marcatori | 17’ Razzolini |

| Arbitro: | Simone Pistarelli (Fermo) |

|                    |           |                                                                                |
| Tucceri Cimini 56’ | Marcatori | 8’, 23’, 29’ Pirone 32’ (rig.) Alborghetti 48’, 60’ Giacinti 65’ Pellegrinelli |

#### Play-out
| Arbitro: | Dario Duzel (Castelfranco Veneto) |

|                                               |           |  |
| Casadio 20’ Principi 50’ (rig.) Barbaresi 85’ | Marcatori |  |

### Coppa Italia

#### Primo turno
Accoppiamento A14
| Arbitro: | Chiara Sangiorgi (Imola) |

|                                                    |           |          |
| Casadio 1’ Moscia 29’ Cimatti 37’ Santoro 40’, 53’ | Marcatori | 8’ Costi |

| Arbitro: | Leonardo Tesi (Lucca) |

|                       |           |               |
| Bursi 65’ Tardini 87’ | Marcatori | 45+2’ Baldini |

#### Secondo turno
| Arbitro: | Daljt Singh (Macerata) |

|           |           |                         |
| Zelli 66’ | Marcatori | 9’ Baldini 88’ Principi |

#### Terzo turno
| Arbitro: | Davide Santarossa (Pordenone) |

|                                                              |                      |                                                        |
| Muco 18’                                                     | Marcatori            | 30’ Principi                                           |
| Ernandes Erlacher Dallagiacoma Barbacovi Schroffenegger Peer | Tiri di rigore 5 – 4 | Filippi Tucceri Cimini Razzolini Principi Cimatti Díaz |

## Statistiche

### Statistiche di squadra
| Competizione     | Punti | In casa | In casa | In casa | In casa | In casa | In casa | In trasferta | In trasferta | In trasferta | In trasferta | In trasferta | In trasferta | Totale | Totale | Totale | Totale | Totale | Totale | DR  |
| Competizione     | Punti | G       | V       | N       | P       | Gf      | Gs      | G            | V            | N            | P            | Gf           | Gs           | G      | V      | N      | P      | Gf     | Gs     | DR  |
| ---------------- | ----- | ------- | ------- | ------- | ------- | ------- | ------- | ------------ | ------------ | ------------ | ------------ | ------------ | ------------ | ------ | ------ | ------ | ------ | ------ | ------ | --- |
| Serie A          | 21    | 11      | 4       | 2       | 5       | 28      | 32      | 11           | 2            | 1            | 8            | 15           | 31           | 22     | 6      | 3      | 13     | 43     | 63     | -20 |
| Serie A play-out | -     | 1       | 1       | 0       | 0       | 3       | 0       | -            | -            | -            | -            | -            | -            | 1      | 1      | 0      | 0      | 3      | 0      | +3  |
| Coppa Italia     | -     | 1       | 1       | 0       | 0       | 5       | 1       | 3            | 1            | 1            | 1            | 4            | 4            | 4      | 2      | 1      | 1      | 9      | 5      | +4  |
| Totale           | -     | 13      | 6       | 2       | 5       | 36      | 33      | 14           | 3            | 2            | 9            | 19           | 35           | 27     | 9      | 4      | 14     | 55     | 68     | -13 |

### Andamento in campionato
| Giornata  | 1 | 2 | 3  | 4  | 5 | 6 | 7 | 8 | 9  | 10 | 11 | 12 | 13 | 14 | 15 | 16 | 17 | 18 | 19 | 20 | 21 | 22 |
| --------- | - | - | -- | -- | - | - | - | - | -- | -- | -- | -- | -- | -- | -- | -- | -- | -- | -- | -- | -- | -- |
| Luogo     | T | C | T  | C  | T | C | T | C | T  | C  | T  | C  | T  | C  | T  | C  | T  | C  | T  | C  | T  | C  |
| Risultato | P | P | P  | P  | V | V | P | P | P  | V  | P  | N  | P  | N  | N  | V  | V  | P  | P  | V  | P  | P  |
| Posizione | 7 | 9 | 10 | 11 | 9 | 7 | 7 | 9 | 10 | 8  | 10 | 11 | 9  | 9  | 9  | 8  | 8  | 8  | 8  | 8  | 8  | 8  |

Legenda:

Luogo: C = Casa; T = Trasferta. Risultato: V = Vittoria; N = Pareggio; P = Sconfitta.

### Statistiche delle giocatrici
| Giocatore         | Serie A  | Serie A | Serie A     | Serie A    | Coppa Italia | Coppa Italia | Coppa Italia | Coppa Italia | Totale   | Totale | Totale      | Totale     |
| Giocatore         | Presenze | Reti    | Ammonizioni | Espulsioni | Presenze     | Reti         | Ammonizioni  | Espulsioni   | Presenze | Reti   | Ammonizioni | Espulsioni |
| ----------------- | -------- | ------- | ----------- | ---------- | ------------ | ------------ | ------------ | ------------ | -------- | ------ | ----------- | ---------- |
| G. Baldini        | 19+1     | 9       | 2           | 0          | 3            | 2            | 0            | 0            | 23       | 11     | 2           | 0          |
| F. Barbaresi      | 8+1      | 0+1     | 0           | 0          | 3            | 0            | 0            | 0            | 12       | 1      | 0           | 0          |
| L. Barbieri       | 3        | 0       | 1           | 0          | 2            | 0            | 0            | 0            | 5        | 0      | 1           | 0          |
| G. Burbassi       | -        | -       | -           | -          | 1            | 0            | 0            | 0            | 1        | 0      | 0           | 0          |
| L. Casadio        | 13+1     | 0+1     | 1+1         | 0          | 4            | 1            | 0            | 0            | 18       | 2      | 2           | 0          |
| F. Cicci          | 1        | 0       | 0           | 0          | -            | -            | -            | -            | 1        | 0      | 0           | 0          |
| S. Cimatti        | 15+1     | 2       | 0           | 0          | 2            | 1            | 0            | 0            | 18       | 3      | 0           | 0          |
| F. Colasuonno     | 10       | 9       | 2           | 0          | 2            | 0            | 0            | 0            | 12       | 9      | 2           | 0          |
| M. Díaz           | 12+1     | 1       | 0           | 0          | 2            | 0            | 0            | 0            | 15       | 1      | 0           | 0          |
| E. Dolan          | 9        | -24     | 0           | 0          | 1            | -1           | 0            | 0            | 10       | -25    | 0           | 0          |
| G. Filippi        | 21+1     | 2       | 0           | 0          | 4            | 0            | 0            | 0            | 26       | 2      | 0           | 0          |
| L. Giovagnoli     | -        | -       | -           | -          | 1            | 0            | 0            | 0            | 1        | 0      | 0           | 0          |
| A. Longato        | 5        | 4       | 0           | 0          | -            | -            | -            | -            | 5        | 4      | 0           | 0          |
| F. Montanari      | 0        | 0       | 0           | 0          | 2            | -3           | 0            | 0            | 2        | -3     | 0           | 0          |
| C. Moscia         | 8        | 0       | 0           | 0          | 2            | 1            | 1            | 0            | 10       | 1      | 1           | 0          |
| A. Muratori       | 2        | 0       | 0           | 0          | -            | -            | -            | -            | 2        | 0      | 0           | 0          |
| S. Pastore        | 15+1     | 0       | 1           | 0          | 2            | 0            | 0            | 0            | 18       | 0      | 1           | 0          |
| S. Peare          | 16       | 0       | 4           | 0          | 2            | 0            | 0            | 0            | 18       | 0      | 4           | 0          |
| G. Pondini        | 17+1     | 0       | 0           | 0          | 4            | 0            | 0            | 0            | 22       | 0      | 0           | 0          |
| A. Principi       | 22+1     | 7+1     | 2           | 0          | 2            | 2            | 1            | 0            | 25       | 10     | 3           | 0          |
| A. Quadrelli      | 19       | 0       | 1           | 0          | 4            | 0            | 0            | 0            | 23       | 0      | 1           | 0          |
| C. Razzolini      | 19+1     | 3       | 1           | 0          | 4            | 0            | 0            | 0            | 24       | 3      | 1           | 0          |
| E. Santoro        | 16+1     | 0       | 0           | 0          | 2            | 2            | 0            | 0            | 19       | 2      | 0           | 0          |
| A. Tampieri       | 13+1     | -39     | 1           | 0          | 1            | -1           | 0            | 0            | 15       | -40    | 1           | 0          |
| L. Tucceri Cimini | 21+1     | 3       | 5+1         | 0          | 1            | 0            | 1            | 0            | 23       | 3      | 7           | 0          |
| A. Venturini      | 21+1     | 2       | 2           | 1          | 3            | 0            | 0            | 0            | 25       | 2      | 2           | 1          |
| S. Zandomenichi   | 3        | 0       | 0           | 0          | 1            | 0            | 0            | 0            | 4        | 0      | 0           | 0          |